# Henny Meijer
Henny Meijer est un footballeur néerlandais né le 17 février 1962 au Suriname.
Il est l'auteur du premier but de l'histoire de la J.League à la 19e minute du match contre Yokohama Marinos le 15 mai 1993.